# Kasteel Ter Borcht

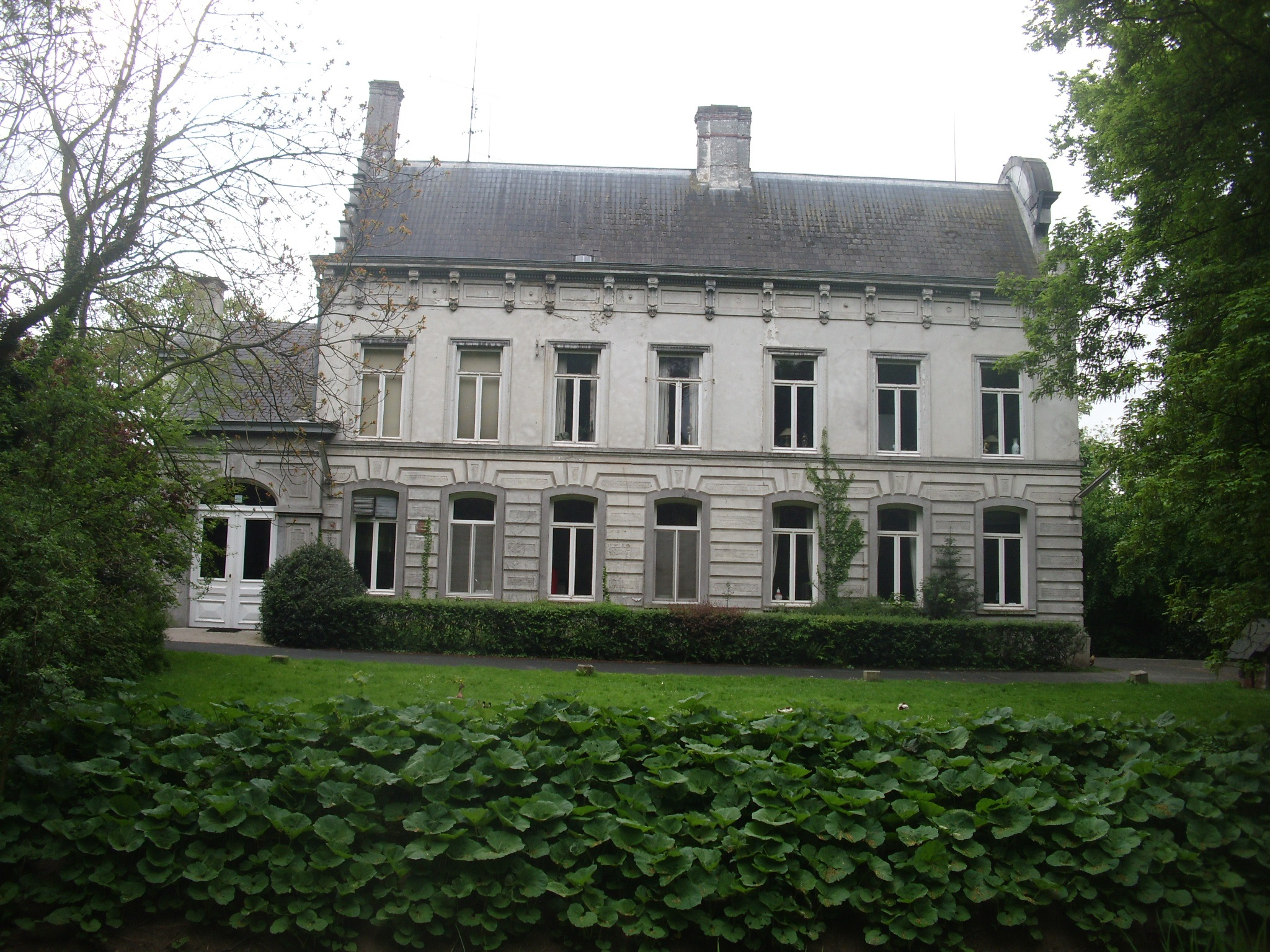
De straatgevel van het kasteel

Kasteel Ter Borcht is een kasteel gelegen aan Baronielaan 27-29 te Meulebeke.

## Geschiedenis
Op deze site bevond zich vroeger de verblijfplaats van de Heer van Meulebeke, bekend als Ter Borcht of Ter Burgt. Het was bezit van het prinselijk leenhof te Dendermonde en kwam door huwelijk in bezit van het huis de Bethune.
In 1215 werd als dominus de Molebeka ene Willem van Bethune vermeld, die zoon was van Willem en Mathilde Van Dendermonde en die gehuwd was met Elisabeth de Pont-Rohand. Deze bezat ook een kasteel in Roesbrugge en stichtte kloosters te Beveren en Ieper. In 1242 stichtte hij, samen met zijn zoon Gillis, de "kapelle Ter-Meersch" en de "Kapel van Hulswalle" (de oorsprong van Schuiferskapelle) op het grondgebied van het huidige Tielt.
In 1244 volgde Gillis van Bethune zijn vader op, maar in 1245 werd al melding gemaakt van ene Egidius de Bethunia als heer. In 1289 werd de heerlijkheid verkocht aan ene Thomas van Mortagne, die ook Heer van Rumes was. Het huis werd toen beschreven als manoir, en het domein als bestaande uit wallen, moten, landt, bosch ende weeden, metter huyse van plaisantie daer op staende, vier bunderen en half luttel min ofte meer. In 1330 werd het huis voor het eerst beschreven onder de naam Ter Borcht. Tot 1436 was de heerlijkheid in handen van de familie Bonyn, daarna kwam het aan de familie Vander Douve, die sindsdien als Van Meulebeke te boek stond.
In 1433 was voor het eerst sprake van de muelene ter borch, een bij het kasteel behorende windmolen.
Eind 15e eeuw kwam het goed, door huwelijk, in bezit van het huis De Beer. Jan De Beer was eerste secretaris van Karel de Stoute. Omstreeks 1578 was er sprake van een huys van playsantie upde mote vande heerlichede van Muelebeke ommebracht ende besloten met een walbrugghe.
Halverwege de 17e eeuw werd het kasteel, feitelijk een buitenverblijf, nog aanmerkelijk vergroot.
Op 13 augustus 1655 werd de heerlijkheid door Filips IV van Spanje tot baronie verheven, uit dank voor door Nicolas de Beer verleende diensten. In 1692 werd het kasteel, tijdens de Negenjarige Oorlog, door geallieerde troepen, en later door de Fransen, ingenomen. In 1780 kwam het kasteel aan de aangetrouwde familie De Lens, en de laatste feodale heer was Robert Maria Alexander de Lens, die ook Heer van Ooigem en Bavikhove was. In 1794 werden (Franse) militairen in het kasteel ingekwartierd.
Omstreeks 1860 werd het kasteel ingrijpend verbouwd en ontstond het huidige, neoclassicistische, uiterlijk. Ook het interieur werd aangepast in deze stijl.
In 1952 stierf kasteelheer Edgar van Baveghem, waarna zijn tweede vrouw, Zoë Vanhove nog tot 1957 op het kasteel bleef wonen. In 1965 werd het 17 ha grote kasteeldomein door de gemeente aangekocht. Een deel werd verkaveld tot villawijk en er kwam een sportcentrum ten behoeve van het Vrij Instituut voor Lichamelijke Opvoeding dat zich hier vestigde. Het neerhof werd gesloopt en allerlei nieuwe bouwwerken kwamen tot stand op het terrein.

## Heden
De kern van het huidige kasteel is 17e-eeuws, maar het neoclassicistisch uiterlijk is van 1860. De neerhof is verdwenen, maar er is nog een poortgebouw met twee achthoekige wachttorentjes uit eind 16e en begin 17e eeuw. De omwalling rond het kasteel is verstoord door de verlegging van de Devebeek die nu door de omwalling stroomt, in plaats van rond het domein. In 2017 werd gewerkt aan de renovatie van het gebouw , waarbij de zuidgevel in zijn oorspronkelijke staat werd hersteld. Het interieur zal in de loop van 2020 gerestaureerd worden, met als doel het te gaan gebruiken voor culturele evenementen.